# Colpodium fibrosum
Colpodium fibrosum är en gräsart som beskrevs av Ernst Rudolf von Trautvetter. Colpodium fibrosum ingår i släktet Colpodium, och familjen gräs. Inga underarter finns listade i Catalogue of Life.